# Baron Aldington
Baron Aldington, of Bispham in the County Borough of Blackpool, ist ein erblicher britischer Adelstitel in der Peerage of the United Kingdom. 

## Verleihung
Der Titel wurde am 29. Januar 1962 für den konservativen Politiker, Soldat und Geschäftsmann Sir Toby Low geschaffen. Nachdem er sich im Zweiten Weltkrieg ausgezeichnet hatte, war dieser Mitglied des House of Commons geworden und hatte verschiedene nachgeordnete Regierungsämter inne.

## Weiterer Titel
Als die Zahl der erblichen Peers im House of Lords durch den House of Lords Act 1999 beschränkt wurde, wurden alle erblichen Peers, denen der Titel direkt verliehen worden war, zum Life Peer gemacht, damit sie ihren Sitz behielten. Daher wurde Low am 16. November 1999 auf Lebenszeit zum Baron Low, of Bispham in the County of Lancashire, erhoben.

## Liste der Barone Aldington (1962)
- Toby Austin Richard William Low, 1. Baron Aldington (1914–2000)
- Charles Harold Stuart Low, 2. Baron Aldington (* 1948)

Voraussichtlicher Titelerbe (Heir apparent) ist der Sohn des jetzigen Barons, Hon. Philip Toby Augustus Low (* 1990).